# Silnice II/528
Silnice II/528 je silnice II. třídy, která vede z Ústí nad Labem do Petrovic. Je dlouhá 13 km. Prochází jedním krajem a jedním okresem.

## Vedení silnice

### Ústecký kraj, okres Ústí nad Labem
- Božtěšice (křiž. I/30, III/25373, III/26040)
- Strážky
- Žďárek (křiž. III/25361, I/13, peáž s I/13)
- Libouchec (křiž. I/13, konec peáže s I/13)
- Tisá (křiž. III/24811, III/24812)
- Petrovice (křiž. II/248)